# Polootevřený sloupec
|   | a | b | c | d | e | f | g | h |   |
| 8 | c8 černý věž · a7 černý pěšec · b7 černý pěšec · f7 černý pěšec · g7 černý pěšec · h7 černý pěšec · d5 černý pěšec · e5 černý pěšec · e4 bílý pěšec · c3 bílý pěšec · h3 bílý pěšec · a2 bílý pěšec · b2 bílý pěšec · f2 bílý pěšec · g2 bílý pěšec · d1 bílý věž | c8 černý věž · a7 černý pěšec · b7 černý pěšec · f7 černý pěšec · g7 černý pěšec · h7 černý pěšec · d5 černý pěšec · e5 černý pěšec · e4 bílý pěšec · c3 bílý pěšec · h3 bílý pěšec · a2 bílý pěšec · b2 bílý pěšec · f2 bílý pěšec · g2 bílý pěšec · d1 bílý věž | c8 černý věž · a7 černý pěšec · b7 černý pěšec · f7 černý pěšec · g7 černý pěšec · h7 černý pěšec · d5 černý pěšec · e5 černý pěšec · e4 bílý pěšec · c3 bílý pěšec · h3 bílý pěšec · a2 bílý pěšec · b2 bílý pěšec · f2 bílý pěšec · g2 bílý pěšec · d1 bílý věž | c8 černý věž · a7 černý pěšec · b7 černý pěšec · f7 černý pěšec · g7 černý pěšec · h7 černý pěšec · d5 černý pěšec · e5 černý pěšec · e4 bílý pěšec · c3 bílý pěšec · h3 bílý pěšec · a2 bílý pěšec · b2 bílý pěšec · f2 bílý pěšec · g2 bílý pěšec · d1 bílý věž | c8 černý věž · a7 černý pěšec · b7 černý pěšec · f7 černý pěšec · g7 černý pěšec · h7 černý pěšec · d5 černý pěšec · e5 černý pěšec · e4 bílý pěšec · c3 bílý pěšec · h3 bílý pěšec · a2 bílý pěšec · b2 bílý pěšec · f2 bílý pěšec · g2 bílý pěšec · d1 bílý věž | c8 černý věž · a7 černý pěšec · b7 černý pěšec · f7 černý pěšec · g7 černý pěšec · h7 černý pěšec · d5 černý pěšec · e5 černý pěšec · e4 bílý pěšec · c3 bílý pěšec · h3 bílý pěšec · a2 bílý pěšec · b2 bílý pěšec · f2 bílý pěšec · g2 bílý pěšec · d1 bílý věž | c8 černý věž · a7 černý pěšec · b7 černý pěšec · f7 černý pěšec · g7 černý pěšec · h7 černý pěšec · d5 černý pěšec · e5 černý pěšec · e4 bílý pěšec · c3 bílý pěšec · h3 bílý pěšec · a2 bílý pěšec · b2 bílý pěšec · f2 bílý pěšec · g2 bílý pěšec · d1 bílý věž | c8 černý věž · a7 černý pěšec · b7 černý pěšec · f7 černý pěšec · g7 černý pěšec · h7 černý pěšec · d5 černý pěšec · e5 černý pěšec · e4 bílý pěšec · c3 bílý pěšec · h3 bílý pěšec · a2 bílý pěšec · b2 bílý pěšec · f2 bílý pěšec · g2 bílý pěšec · d1 bílý věž | 8 |
| 7 | c8 černý věž · a7 černý pěšec · b7 černý pěšec · f7 černý pěšec · g7 černý pěšec · h7 černý pěšec · d5 černý pěšec · e5 černý pěšec · e4 bílý pěšec · c3 bílý pěšec · h3 bílý pěšec · a2 bílý pěšec · b2 bílý pěšec · f2 bílý pěšec · g2 bílý pěšec · d1 bílý věž | c8 černý věž · a7 černý pěšec · b7 černý pěšec · f7 černý pěšec · g7 černý pěšec · h7 černý pěšec · d5 černý pěšec · e5 černý pěšec · e4 bílý pěšec · c3 bílý pěšec · h3 bílý pěšec · a2 bílý pěšec · b2 bílý pěšec · f2 bílý pěšec · g2 bílý pěšec · d1 bílý věž | c8 černý věž · a7 černý pěšec · b7 černý pěšec · f7 černý pěšec · g7 černý pěšec · h7 černý pěšec · d5 černý pěšec · e5 černý pěšec · e4 bílý pěšec · c3 bílý pěšec · h3 bílý pěšec · a2 bílý pěšec · b2 bílý pěšec · f2 bílý pěšec · g2 bílý pěšec · d1 bílý věž | c8 černý věž · a7 černý pěšec · b7 černý pěšec · f7 černý pěšec · g7 černý pěšec · h7 černý pěšec · d5 černý pěšec · e5 černý pěšec · e4 bílý pěšec · c3 bílý pěšec · h3 bílý pěšec · a2 bílý pěšec · b2 bílý pěšec · f2 bílý pěšec · g2 bílý pěšec · d1 bílý věž | c8 černý věž · a7 černý pěšec · b7 černý pěšec · f7 černý pěšec · g7 černý pěšec · h7 černý pěšec · d5 černý pěšec · e5 černý pěšec · e4 bílý pěšec · c3 bílý pěšec · h3 bílý pěšec · a2 bílý pěšec · b2 bílý pěšec · f2 bílý pěšec · g2 bílý pěšec · d1 bílý věž | c8 černý věž · a7 černý pěšec · b7 černý pěšec · f7 černý pěšec · g7 černý pěšec · h7 černý pěšec · d5 černý pěšec · e5 černý pěšec · e4 bílý pěšec · c3 bílý pěšec · h3 bílý pěšec · a2 bílý pěšec · b2 bílý pěšec · f2 bílý pěšec · g2 bílý pěšec · d1 bílý věž | c8 černý věž · a7 černý pěšec · b7 černý pěšec · f7 černý pěšec · g7 černý pěšec · h7 černý pěšec · d5 černý pěšec · e5 černý pěšec · e4 bílý pěšec · c3 bílý pěšec · h3 bílý pěšec · a2 bílý pěšec · b2 bílý pěšec · f2 bílý pěšec · g2 bílý pěšec · d1 bílý věž | c8 černý věž · a7 černý pěšec · b7 černý pěšec · f7 černý pěšec · g7 černý pěšec · h7 černý pěšec · d5 černý pěšec · e5 černý pěšec · e4 bílý pěšec · c3 bílý pěšec · h3 bílý pěšec · a2 bílý pěšec · b2 bílý pěšec · f2 bílý pěšec · g2 bílý pěšec · d1 bílý věž | 7 |
| 6 | c8 černý věž · a7 černý pěšec · b7 černý pěšec · f7 černý pěšec · g7 černý pěšec · h7 černý pěšec · d5 černý pěšec · e5 černý pěšec · e4 bílý pěšec · c3 bílý pěšec · h3 bílý pěšec · a2 bílý pěšec · b2 bílý pěšec · f2 bílý pěšec · g2 bílý pěšec · d1 bílý věž | c8 černý věž · a7 černý pěšec · b7 černý pěšec · f7 černý pěšec · g7 černý pěšec · h7 černý pěšec · d5 černý pěšec · e5 černý pěšec · e4 bílý pěšec · c3 bílý pěšec · h3 bílý pěšec · a2 bílý pěšec · b2 bílý pěšec · f2 bílý pěšec · g2 bílý pěšec · d1 bílý věž | c8 černý věž · a7 černý pěšec · b7 černý pěšec · f7 černý pěšec · g7 černý pěšec · h7 černý pěšec · d5 černý pěšec · e5 černý pěšec · e4 bílý pěšec · c3 bílý pěšec · h3 bílý pěšec · a2 bílý pěšec · b2 bílý pěšec · f2 bílý pěšec · g2 bílý pěšec · d1 bílý věž | c8 černý věž · a7 černý pěšec · b7 černý pěšec · f7 černý pěšec · g7 černý pěšec · h7 černý pěšec · d5 černý pěšec · e5 černý pěšec · e4 bílý pěšec · c3 bílý pěšec · h3 bílý pěšec · a2 bílý pěšec · b2 bílý pěšec · f2 bílý pěšec · g2 bílý pěšec · d1 bílý věž | c8 černý věž · a7 černý pěšec · b7 černý pěšec · f7 černý pěšec · g7 černý pěšec · h7 černý pěšec · d5 černý pěšec · e5 černý pěšec · e4 bílý pěšec · c3 bílý pěšec · h3 bílý pěšec · a2 bílý pěšec · b2 bílý pěšec · f2 bílý pěšec · g2 bílý pěšec · d1 bílý věž | c8 černý věž · a7 černý pěšec · b7 černý pěšec · f7 černý pěšec · g7 černý pěšec · h7 černý pěšec · d5 černý pěšec · e5 černý pěšec · e4 bílý pěšec · c3 bílý pěšec · h3 bílý pěšec · a2 bílý pěšec · b2 bílý pěšec · f2 bílý pěšec · g2 bílý pěšec · d1 bílý věž | c8 černý věž · a7 černý pěšec · b7 černý pěšec · f7 černý pěšec · g7 černý pěšec · h7 černý pěšec · d5 černý pěšec · e5 černý pěšec · e4 bílý pěšec · c3 bílý pěšec · h3 bílý pěšec · a2 bílý pěšec · b2 bílý pěšec · f2 bílý pěšec · g2 bílý pěšec · d1 bílý věž | c8 černý věž · a7 černý pěšec · b7 černý pěšec · f7 černý pěšec · g7 černý pěšec · h7 černý pěšec · d5 černý pěšec · e5 černý pěšec · e4 bílý pěšec · c3 bílý pěšec · h3 bílý pěšec · a2 bílý pěšec · b2 bílý pěšec · f2 bílý pěšec · g2 bílý pěšec · d1 bílý věž | 6 |
| 5 | c8 černý věž · a7 černý pěšec · b7 černý pěšec · f7 černý pěšec · g7 černý pěšec · h7 černý pěšec · d5 černý pěšec · e5 černý pěšec · e4 bílý pěšec · c3 bílý pěšec · h3 bílý pěšec · a2 bílý pěšec · b2 bílý pěšec · f2 bílý pěšec · g2 bílý pěšec · d1 bílý věž | c8 černý věž · a7 černý pěšec · b7 černý pěšec · f7 černý pěšec · g7 černý pěšec · h7 černý pěšec · d5 černý pěšec · e5 černý pěšec · e4 bílý pěšec · c3 bílý pěšec · h3 bílý pěšec · a2 bílý pěšec · b2 bílý pěšec · f2 bílý pěšec · g2 bílý pěšec · d1 bílý věž | c8 černý věž · a7 černý pěšec · b7 černý pěšec · f7 černý pěšec · g7 černý pěšec · h7 černý pěšec · d5 černý pěšec · e5 černý pěšec · e4 bílý pěšec · c3 bílý pěšec · h3 bílý pěšec · a2 bílý pěšec · b2 bílý pěšec · f2 bílý pěšec · g2 bílý pěšec · d1 bílý věž | c8 černý věž · a7 černý pěšec · b7 černý pěšec · f7 černý pěšec · g7 černý pěšec · h7 černý pěšec · d5 černý pěšec · e5 černý pěšec · e4 bílý pěšec · c3 bílý pěšec · h3 bílý pěšec · a2 bílý pěšec · b2 bílý pěšec · f2 bílý pěšec · g2 bílý pěšec · d1 bílý věž | c8 černý věž · a7 černý pěšec · b7 černý pěšec · f7 černý pěšec · g7 černý pěšec · h7 černý pěšec · d5 černý pěšec · e5 černý pěšec · e4 bílý pěšec · c3 bílý pěšec · h3 bílý pěšec · a2 bílý pěšec · b2 bílý pěšec · f2 bílý pěšec · g2 bílý pěšec · d1 bílý věž | c8 černý věž · a7 černý pěšec · b7 černý pěšec · f7 černý pěšec · g7 černý pěšec · h7 černý pěšec · d5 černý pěšec · e5 černý pěšec · e4 bílý pěšec · c3 bílý pěšec · h3 bílý pěšec · a2 bílý pěšec · b2 bílý pěšec · f2 bílý pěšec · g2 bílý pěšec · d1 bílý věž | c8 černý věž · a7 černý pěšec · b7 černý pěšec · f7 černý pěšec · g7 černý pěšec · h7 černý pěšec · d5 černý pěšec · e5 černý pěšec · e4 bílý pěšec · c3 bílý pěšec · h3 bílý pěšec · a2 bílý pěšec · b2 bílý pěšec · f2 bílý pěšec · g2 bílý pěšec · d1 bílý věž | c8 černý věž · a7 černý pěšec · b7 černý pěšec · f7 černý pěšec · g7 černý pěšec · h7 černý pěšec · d5 černý pěšec · e5 černý pěšec · e4 bílý pěšec · c3 bílý pěšec · h3 bílý pěšec · a2 bílý pěšec · b2 bílý pěšec · f2 bílý pěšec · g2 bílý pěšec · d1 bílý věž | 5 |
| 4 | c8 černý věž · a7 černý pěšec · b7 černý pěšec · f7 černý pěšec · g7 černý pěšec · h7 černý pěšec · d5 černý pěšec · e5 černý pěšec · e4 bílý pěšec · c3 bílý pěšec · h3 bílý pěšec · a2 bílý pěšec · b2 bílý pěšec · f2 bílý pěšec · g2 bílý pěšec · d1 bílý věž | c8 černý věž · a7 černý pěšec · b7 černý pěšec · f7 černý pěšec · g7 černý pěšec · h7 černý pěšec · d5 černý pěšec · e5 černý pěšec · e4 bílý pěšec · c3 bílý pěšec · h3 bílý pěšec · a2 bílý pěšec · b2 bílý pěšec · f2 bílý pěšec · g2 bílý pěšec · d1 bílý věž | c8 černý věž · a7 černý pěšec · b7 černý pěšec · f7 černý pěšec · g7 černý pěšec · h7 černý pěšec · d5 černý pěšec · e5 černý pěšec · e4 bílý pěšec · c3 bílý pěšec · h3 bílý pěšec · a2 bílý pěšec · b2 bílý pěšec · f2 bílý pěšec · g2 bílý pěšec · d1 bílý věž | c8 černý věž · a7 černý pěšec · b7 černý pěšec · f7 černý pěšec · g7 černý pěšec · h7 černý pěšec · d5 černý pěšec · e5 černý pěšec · e4 bílý pěšec · c3 bílý pěšec · h3 bílý pěšec · a2 bílý pěšec · b2 bílý pěšec · f2 bílý pěšec · g2 bílý pěšec · d1 bílý věž | c8 černý věž · a7 černý pěšec · b7 černý pěšec · f7 černý pěšec · g7 černý pěšec · h7 černý pěšec · d5 černý pěšec · e5 černý pěšec · e4 bílý pěšec · c3 bílý pěšec · h3 bílý pěšec · a2 bílý pěšec · b2 bílý pěšec · f2 bílý pěšec · g2 bílý pěšec · d1 bílý věž | c8 černý věž · a7 černý pěšec · b7 černý pěšec · f7 černý pěšec · g7 černý pěšec · h7 černý pěšec · d5 černý pěšec · e5 černý pěšec · e4 bílý pěšec · c3 bílý pěšec · h3 bílý pěšec · a2 bílý pěšec · b2 bílý pěšec · f2 bílý pěšec · g2 bílý pěšec · d1 bílý věž | c8 černý věž · a7 černý pěšec · b7 černý pěšec · f7 černý pěšec · g7 černý pěšec · h7 černý pěšec · d5 černý pěšec · e5 černý pěšec · e4 bílý pěšec · c3 bílý pěšec · h3 bílý pěšec · a2 bílý pěšec · b2 bílý pěšec · f2 bílý pěšec · g2 bílý pěšec · d1 bílý věž | c8 černý věž · a7 černý pěšec · b7 černý pěšec · f7 černý pěšec · g7 černý pěšec · h7 černý pěšec · d5 černý pěšec · e5 černý pěšec · e4 bílý pěšec · c3 bílý pěšec · h3 bílý pěšec · a2 bílý pěšec · b2 bílý pěšec · f2 bílý pěšec · g2 bílý pěšec · d1 bílý věž | 4 |
| 3 | c8 černý věž · a7 černý pěšec · b7 černý pěšec · f7 černý pěšec · g7 černý pěšec · h7 černý pěšec · d5 černý pěšec · e5 černý pěšec · e4 bílý pěšec · c3 bílý pěšec · h3 bílý pěšec · a2 bílý pěšec · b2 bílý pěšec · f2 bílý pěšec · g2 bílý pěšec · d1 bílý věž | c8 černý věž · a7 černý pěšec · b7 černý pěšec · f7 černý pěšec · g7 černý pěšec · h7 černý pěšec · d5 černý pěšec · e5 černý pěšec · e4 bílý pěšec · c3 bílý pěšec · h3 bílý pěšec · a2 bílý pěšec · b2 bílý pěšec · f2 bílý pěšec · g2 bílý pěšec · d1 bílý věž | c8 černý věž · a7 černý pěšec · b7 černý pěšec · f7 černý pěšec · g7 černý pěšec · h7 černý pěšec · d5 černý pěšec · e5 černý pěšec · e4 bílý pěšec · c3 bílý pěšec · h3 bílý pěšec · a2 bílý pěšec · b2 bílý pěšec · f2 bílý pěšec · g2 bílý pěšec · d1 bílý věž | c8 černý věž · a7 černý pěšec · b7 černý pěšec · f7 černý pěšec · g7 černý pěšec · h7 černý pěšec · d5 černý pěšec · e5 černý pěšec · e4 bílý pěšec · c3 bílý pěšec · h3 bílý pěšec · a2 bílý pěšec · b2 bílý pěšec · f2 bílý pěšec · g2 bílý pěšec · d1 bílý věž | c8 černý věž · a7 černý pěšec · b7 černý pěšec · f7 černý pěšec · g7 černý pěšec · h7 černý pěšec · d5 černý pěšec · e5 černý pěšec · e4 bílý pěšec · c3 bílý pěšec · h3 bílý pěšec · a2 bílý pěšec · b2 bílý pěšec · f2 bílý pěšec · g2 bílý pěšec · d1 bílý věž | c8 černý věž · a7 černý pěšec · b7 černý pěšec · f7 černý pěšec · g7 černý pěšec · h7 černý pěšec · d5 černý pěšec · e5 černý pěšec · e4 bílý pěšec · c3 bílý pěšec · h3 bílý pěšec · a2 bílý pěšec · b2 bílý pěšec · f2 bílý pěšec · g2 bílý pěšec · d1 bílý věž | c8 černý věž · a7 černý pěšec · b7 černý pěšec · f7 černý pěšec · g7 černý pěšec · h7 černý pěšec · d5 černý pěšec · e5 černý pěšec · e4 bílý pěšec · c3 bílý pěšec · h3 bílý pěšec · a2 bílý pěšec · b2 bílý pěšec · f2 bílý pěšec · g2 bílý pěšec · d1 bílý věž | c8 černý věž · a7 černý pěšec · b7 černý pěšec · f7 černý pěšec · g7 černý pěšec · h7 černý pěšec · d5 černý pěšec · e5 černý pěšec · e4 bílý pěšec · c3 bílý pěšec · h3 bílý pěšec · a2 bílý pěšec · b2 bílý pěšec · f2 bílý pěšec · g2 bílý pěšec · d1 bílý věž | 3 |
| 2 | c8 černý věž · a7 černý pěšec · b7 černý pěšec · f7 černý pěšec · g7 černý pěšec · h7 černý pěšec · d5 černý pěšec · e5 černý pěšec · e4 bílý pěšec · c3 bílý pěšec · h3 bílý pěšec · a2 bílý pěšec · b2 bílý pěšec · f2 bílý pěšec · g2 bílý pěšec · d1 bílý věž | c8 černý věž · a7 černý pěšec · b7 černý pěšec · f7 černý pěšec · g7 černý pěšec · h7 černý pěšec · d5 černý pěšec · e5 černý pěšec · e4 bílý pěšec · c3 bílý pěšec · h3 bílý pěšec · a2 bílý pěšec · b2 bílý pěšec · f2 bílý pěšec · g2 bílý pěšec · d1 bílý věž | c8 černý věž · a7 černý pěšec · b7 černý pěšec · f7 černý pěšec · g7 černý pěšec · h7 černý pěšec · d5 černý pěšec · e5 černý pěšec · e4 bílý pěšec · c3 bílý pěšec · h3 bílý pěšec · a2 bílý pěšec · b2 bílý pěšec · f2 bílý pěšec · g2 bílý pěšec · d1 bílý věž | c8 černý věž · a7 černý pěšec · b7 černý pěšec · f7 černý pěšec · g7 černý pěšec · h7 černý pěšec · d5 černý pěšec · e5 černý pěšec · e4 bílý pěšec · c3 bílý pěšec · h3 bílý pěšec · a2 bílý pěšec · b2 bílý pěšec · f2 bílý pěšec · g2 bílý pěšec · d1 bílý věž | c8 černý věž · a7 černý pěšec · b7 černý pěšec · f7 černý pěšec · g7 černý pěšec · h7 černý pěšec · d5 černý pěšec · e5 černý pěšec · e4 bílý pěšec · c3 bílý pěšec · h3 bílý pěšec · a2 bílý pěšec · b2 bílý pěšec · f2 bílý pěšec · g2 bílý pěšec · d1 bílý věž | c8 černý věž · a7 černý pěšec · b7 černý pěšec · f7 černý pěšec · g7 černý pěšec · h7 černý pěšec · d5 černý pěšec · e5 černý pěšec · e4 bílý pěšec · c3 bílý pěšec · h3 bílý pěšec · a2 bílý pěšec · b2 bílý pěšec · f2 bílý pěšec · g2 bílý pěšec · d1 bílý věž | c8 černý věž · a7 černý pěšec · b7 černý pěšec · f7 černý pěšec · g7 černý pěšec · h7 černý pěšec · d5 černý pěšec · e5 černý pěšec · e4 bílý pěšec · c3 bílý pěšec · h3 bílý pěšec · a2 bílý pěšec · b2 bílý pěšec · f2 bílý pěšec · g2 bílý pěšec · d1 bílý věž | c8 černý věž · a7 černý pěšec · b7 černý pěšec · f7 černý pěšec · g7 černý pěšec · h7 černý pěšec · d5 černý pěšec · e5 černý pěšec · e4 bílý pěšec · c3 bílý pěšec · h3 bílý pěšec · a2 bílý pěšec · b2 bílý pěšec · f2 bílý pěšec · g2 bílý pěšec · d1 bílý věž | 2 |
| 1 | c8 černý věž · a7 černý pěšec · b7 černý pěšec · f7 černý pěšec · g7 černý pěšec · h7 černý pěšec · d5 černý pěšec · e5 černý pěšec · e4 bílý pěšec · c3 bílý pěšec · h3 bílý pěšec · a2 bílý pěšec · b2 bílý pěšec · f2 bílý pěšec · g2 bílý pěšec · d1 bílý věž | c8 černý věž · a7 černý pěšec · b7 černý pěšec · f7 černý pěšec · g7 černý pěšec · h7 černý pěšec · d5 černý pěšec · e5 černý pěšec · e4 bílý pěšec · c3 bílý pěšec · h3 bílý pěšec · a2 bílý pěšec · b2 bílý pěšec · f2 bílý pěšec · g2 bílý pěšec · d1 bílý věž | c8 černý věž · a7 černý pěšec · b7 černý pěšec · f7 černý pěšec · g7 černý pěšec · h7 černý pěšec · d5 černý pěšec · e5 černý pěšec · e4 bílý pěšec · c3 bílý pěšec · h3 bílý pěšec · a2 bílý pěšec · b2 bílý pěšec · f2 bílý pěšec · g2 bílý pěšec · d1 bílý věž | c8 černý věž · a7 černý pěšec · b7 černý pěšec · f7 černý pěšec · g7 černý pěšec · h7 černý pěšec · d5 černý pěšec · e5 černý pěšec · e4 bílý pěšec · c3 bílý pěšec · h3 bílý pěšec · a2 bílý pěšec · b2 bílý pěšec · f2 bílý pěšec · g2 bílý pěšec · d1 bílý věž | c8 černý věž · a7 černý pěšec · b7 černý pěšec · f7 černý pěšec · g7 černý pěšec · h7 černý pěšec · d5 černý pěšec · e5 černý pěšec · e4 bílý pěšec · c3 bílý pěšec · h3 bílý pěšec · a2 bílý pěšec · b2 bílý pěšec · f2 bílý pěšec · g2 bílý pěšec · d1 bílý věž | c8 černý věž · a7 černý pěšec · b7 černý pěšec · f7 černý pěšec · g7 černý pěšec · h7 černý pěšec · d5 černý pěšec · e5 černý pěšec · e4 bílý pěšec · c3 bílý pěšec · h3 bílý pěšec · a2 bílý pěšec · b2 bílý pěšec · f2 bílý pěšec · g2 bílý pěšec · d1 bílý věž | c8 černý věž · a7 černý pěšec · b7 černý pěšec · f7 černý pěšec · g7 černý pěšec · h7 černý pěšec · d5 černý pěšec · e5 černý pěšec · e4 bílý pěšec · c3 bílý pěšec · h3 bílý pěšec · a2 bílý pěšec · b2 bílý pěšec · f2 bílý pěšec · g2 bílý pěšec · d1 bílý věž | c8 černý věž · a7 černý pěšec · b7 černý pěšec · f7 černý pěšec · g7 černý pěšec · h7 černý pěšec · d5 černý pěšec · e5 černý pěšec · e4 bílý pěšec · c3 bílý pěšec · h3 bílý pěšec · a2 bílý pěšec · b2 bílý pěšec · f2 bílý pěšec · g2 bílý pěšec · d1 bílý věž | 1 |
|   | a | b | c | d | e | f | g | h |   |

V šachu je polootevřený sloupec takový sloupec, na kterém se nachází jen pěšci jedné barvy. Obvykle jej využívá ten hráč, který na tomto sloupci pěšce nemá. Platí, že je nejlepší obsadit tento sloupec věží či dámou. Polootevřené sloupce se vyskytují například v hlavní variantě Sicilské obrany: 1. e4 c5 2. Jf3 d6 (nebo 2.  ...e6, nebo 2. ...Jc6) 3. d4 cxd4 4. Jxd4. Bílý má polootevřený d-sloupec, černý zase c-sloupec.

## Příklad
|   | a | b | c | d | e | f | g | h |   |
| 8 | b8 černý střelec · f8 černý věž · g8 černý král · b7 černý pěšec · h7 černý pěšec · b5 bílý jezdec · d5 černý pěšec · a4 bílý pěšec · c4 černý jezdec · d4 bílý střelec · e4 černý jezdec · g4 černý dáma · e3 bílý pěšec · g3 bílý pěšec · a2 bílý věž · f2 bílý pěšec · g2 bílý král · h2 bílý jezdec · h1 bílý dáma | b8 černý střelec · f8 černý věž · g8 černý král · b7 černý pěšec · h7 černý pěšec · b5 bílý jezdec · d5 černý pěšec · a4 bílý pěšec · c4 černý jezdec · d4 bílý střelec · e4 černý jezdec · g4 černý dáma · e3 bílý pěšec · g3 bílý pěšec · a2 bílý věž · f2 bílý pěšec · g2 bílý král · h2 bílý jezdec · h1 bílý dáma | b8 černý střelec · f8 černý věž · g8 černý král · b7 černý pěšec · h7 černý pěšec · b5 bílý jezdec · d5 černý pěšec · a4 bílý pěšec · c4 černý jezdec · d4 bílý střelec · e4 černý jezdec · g4 černý dáma · e3 bílý pěšec · g3 bílý pěšec · a2 bílý věž · f2 bílý pěšec · g2 bílý král · h2 bílý jezdec · h1 bílý dáma | b8 černý střelec · f8 černý věž · g8 černý král · b7 černý pěšec · h7 černý pěšec · b5 bílý jezdec · d5 černý pěšec · a4 bílý pěšec · c4 černý jezdec · d4 bílý střelec · e4 černý jezdec · g4 černý dáma · e3 bílý pěšec · g3 bílý pěšec · a2 bílý věž · f2 bílý pěšec · g2 bílý král · h2 bílý jezdec · h1 bílý dáma | b8 černý střelec · f8 černý věž · g8 černý král · b7 černý pěšec · h7 černý pěšec · b5 bílý jezdec · d5 černý pěšec · a4 bílý pěšec · c4 černý jezdec · d4 bílý střelec · e4 černý jezdec · g4 černý dáma · e3 bílý pěšec · g3 bílý pěšec · a2 bílý věž · f2 bílý pěšec · g2 bílý král · h2 bílý jezdec · h1 bílý dáma | b8 černý střelec · f8 černý věž · g8 černý král · b7 černý pěšec · h7 černý pěšec · b5 bílý jezdec · d5 černý pěšec · a4 bílý pěšec · c4 černý jezdec · d4 bílý střelec · e4 černý jezdec · g4 černý dáma · e3 bílý pěšec · g3 bílý pěšec · a2 bílý věž · f2 bílý pěšec · g2 bílý král · h2 bílý jezdec · h1 bílý dáma | b8 černý střelec · f8 černý věž · g8 černý král · b7 černý pěšec · h7 černý pěšec · b5 bílý jezdec · d5 černý pěšec · a4 bílý pěšec · c4 černý jezdec · d4 bílý střelec · e4 černý jezdec · g4 černý dáma · e3 bílý pěšec · g3 bílý pěšec · a2 bílý věž · f2 bílý pěšec · g2 bílý král · h2 bílý jezdec · h1 bílý dáma | b8 černý střelec · f8 černý věž · g8 černý král · b7 černý pěšec · h7 černý pěšec · b5 bílý jezdec · d5 černý pěšec · a4 bílý pěšec · c4 černý jezdec · d4 bílý střelec · e4 černý jezdec · g4 černý dáma · e3 bílý pěšec · g3 bílý pěšec · a2 bílý věž · f2 bílý pěšec · g2 bílý král · h2 bílý jezdec · h1 bílý dáma | 8 |
| 7 | b8 černý střelec · f8 černý věž · g8 černý král · b7 černý pěšec · h7 černý pěšec · b5 bílý jezdec · d5 černý pěšec · a4 bílý pěšec · c4 černý jezdec · d4 bílý střelec · e4 černý jezdec · g4 černý dáma · e3 bílý pěšec · g3 bílý pěšec · a2 bílý věž · f2 bílý pěšec · g2 bílý král · h2 bílý jezdec · h1 bílý dáma | b8 černý střelec · f8 černý věž · g8 černý král · b7 černý pěšec · h7 černý pěšec · b5 bílý jezdec · d5 černý pěšec · a4 bílý pěšec · c4 černý jezdec · d4 bílý střelec · e4 černý jezdec · g4 černý dáma · e3 bílý pěšec · g3 bílý pěšec · a2 bílý věž · f2 bílý pěšec · g2 bílý král · h2 bílý jezdec · h1 bílý dáma | b8 černý střelec · f8 černý věž · g8 černý král · b7 černý pěšec · h7 černý pěšec · b5 bílý jezdec · d5 černý pěšec · a4 bílý pěšec · c4 černý jezdec · d4 bílý střelec · e4 černý jezdec · g4 černý dáma · e3 bílý pěšec · g3 bílý pěšec · a2 bílý věž · f2 bílý pěšec · g2 bílý král · h2 bílý jezdec · h1 bílý dáma | b8 černý střelec · f8 černý věž · g8 černý král · b7 černý pěšec · h7 černý pěšec · b5 bílý jezdec · d5 černý pěšec · a4 bílý pěšec · c4 černý jezdec · d4 bílý střelec · e4 černý jezdec · g4 černý dáma · e3 bílý pěšec · g3 bílý pěšec · a2 bílý věž · f2 bílý pěšec · g2 bílý král · h2 bílý jezdec · h1 bílý dáma | b8 černý střelec · f8 černý věž · g8 černý král · b7 černý pěšec · h7 černý pěšec · b5 bílý jezdec · d5 černý pěšec · a4 bílý pěšec · c4 černý jezdec · d4 bílý střelec · e4 černý jezdec · g4 černý dáma · e3 bílý pěšec · g3 bílý pěšec · a2 bílý věž · f2 bílý pěšec · g2 bílý král · h2 bílý jezdec · h1 bílý dáma | b8 černý střelec · f8 černý věž · g8 černý král · b7 černý pěšec · h7 černý pěšec · b5 bílý jezdec · d5 černý pěšec · a4 bílý pěšec · c4 černý jezdec · d4 bílý střelec · e4 černý jezdec · g4 černý dáma · e3 bílý pěšec · g3 bílý pěšec · a2 bílý věž · f2 bílý pěšec · g2 bílý král · h2 bílý jezdec · h1 bílý dáma | b8 černý střelec · f8 černý věž · g8 černý král · b7 černý pěšec · h7 černý pěšec · b5 bílý jezdec · d5 černý pěšec · a4 bílý pěšec · c4 černý jezdec · d4 bílý střelec · e4 černý jezdec · g4 černý dáma · e3 bílý pěšec · g3 bílý pěšec · a2 bílý věž · f2 bílý pěšec · g2 bílý král · h2 bílý jezdec · h1 bílý dáma | b8 černý střelec · f8 černý věž · g8 černý král · b7 černý pěšec · h7 černý pěšec · b5 bílý jezdec · d5 černý pěšec · a4 bílý pěšec · c4 černý jezdec · d4 bílý střelec · e4 černý jezdec · g4 černý dáma · e3 bílý pěšec · g3 bílý pěšec · a2 bílý věž · f2 bílý pěšec · g2 bílý král · h2 bílý jezdec · h1 bílý dáma | 7 |
| 6 | b8 černý střelec · f8 černý věž · g8 černý král · b7 černý pěšec · h7 černý pěšec · b5 bílý jezdec · d5 černý pěšec · a4 bílý pěšec · c4 černý jezdec · d4 bílý střelec · e4 černý jezdec · g4 černý dáma · e3 bílý pěšec · g3 bílý pěšec · a2 bílý věž · f2 bílý pěšec · g2 bílý král · h2 bílý jezdec · h1 bílý dáma | b8 černý střelec · f8 černý věž · g8 černý král · b7 černý pěšec · h7 černý pěšec · b5 bílý jezdec · d5 černý pěšec · a4 bílý pěšec · c4 černý jezdec · d4 bílý střelec · e4 černý jezdec · g4 černý dáma · e3 bílý pěšec · g3 bílý pěšec · a2 bílý věž · f2 bílý pěšec · g2 bílý král · h2 bílý jezdec · h1 bílý dáma | b8 černý střelec · f8 černý věž · g8 černý král · b7 černý pěšec · h7 černý pěšec · b5 bílý jezdec · d5 černý pěšec · a4 bílý pěšec · c4 černý jezdec · d4 bílý střelec · e4 černý jezdec · g4 černý dáma · e3 bílý pěšec · g3 bílý pěšec · a2 bílý věž · f2 bílý pěšec · g2 bílý král · h2 bílý jezdec · h1 bílý dáma | b8 černý střelec · f8 černý věž · g8 černý král · b7 černý pěšec · h7 černý pěšec · b5 bílý jezdec · d5 černý pěšec · a4 bílý pěšec · c4 černý jezdec · d4 bílý střelec · e4 černý jezdec · g4 černý dáma · e3 bílý pěšec · g3 bílý pěšec · a2 bílý věž · f2 bílý pěšec · g2 bílý král · h2 bílý jezdec · h1 bílý dáma | b8 černý střelec · f8 černý věž · g8 černý král · b7 černý pěšec · h7 černý pěšec · b5 bílý jezdec · d5 černý pěšec · a4 bílý pěšec · c4 černý jezdec · d4 bílý střelec · e4 černý jezdec · g4 černý dáma · e3 bílý pěšec · g3 bílý pěšec · a2 bílý věž · f2 bílý pěšec · g2 bílý král · h2 bílý jezdec · h1 bílý dáma | b8 černý střelec · f8 černý věž · g8 černý král · b7 černý pěšec · h7 černý pěšec · b5 bílý jezdec · d5 černý pěšec · a4 bílý pěšec · c4 černý jezdec · d4 bílý střelec · e4 černý jezdec · g4 černý dáma · e3 bílý pěšec · g3 bílý pěšec · a2 bílý věž · f2 bílý pěšec · g2 bílý král · h2 bílý jezdec · h1 bílý dáma | b8 černý střelec · f8 černý věž · g8 černý král · b7 černý pěšec · h7 černý pěšec · b5 bílý jezdec · d5 černý pěšec · a4 bílý pěšec · c4 černý jezdec · d4 bílý střelec · e4 černý jezdec · g4 černý dáma · e3 bílý pěšec · g3 bílý pěšec · a2 bílý věž · f2 bílý pěšec · g2 bílý král · h2 bílý jezdec · h1 bílý dáma | b8 černý střelec · f8 černý věž · g8 černý král · b7 černý pěšec · h7 černý pěšec · b5 bílý jezdec · d5 černý pěšec · a4 bílý pěšec · c4 černý jezdec · d4 bílý střelec · e4 černý jezdec · g4 černý dáma · e3 bílý pěšec · g3 bílý pěšec · a2 bílý věž · f2 bílý pěšec · g2 bílý král · h2 bílý jezdec · h1 bílý dáma | 6 |
| 5 | b8 černý střelec · f8 černý věž · g8 černý král · b7 černý pěšec · h7 černý pěšec · b5 bílý jezdec · d5 černý pěšec · a4 bílý pěšec · c4 černý jezdec · d4 bílý střelec · e4 černý jezdec · g4 černý dáma · e3 bílý pěšec · g3 bílý pěšec · a2 bílý věž · f2 bílý pěšec · g2 bílý král · h2 bílý jezdec · h1 bílý dáma | b8 černý střelec · f8 černý věž · g8 černý král · b7 černý pěšec · h7 černý pěšec · b5 bílý jezdec · d5 černý pěšec · a4 bílý pěšec · c4 černý jezdec · d4 bílý střelec · e4 černý jezdec · g4 černý dáma · e3 bílý pěšec · g3 bílý pěšec · a2 bílý věž · f2 bílý pěšec · g2 bílý král · h2 bílý jezdec · h1 bílý dáma | b8 černý střelec · f8 černý věž · g8 černý král · b7 černý pěšec · h7 černý pěšec · b5 bílý jezdec · d5 černý pěšec · a4 bílý pěšec · c4 černý jezdec · d4 bílý střelec · e4 černý jezdec · g4 černý dáma · e3 bílý pěšec · g3 bílý pěšec · a2 bílý věž · f2 bílý pěšec · g2 bílý král · h2 bílý jezdec · h1 bílý dáma | b8 černý střelec · f8 černý věž · g8 černý král · b7 černý pěšec · h7 černý pěšec · b5 bílý jezdec · d5 černý pěšec · a4 bílý pěšec · c4 černý jezdec · d4 bílý střelec · e4 černý jezdec · g4 černý dáma · e3 bílý pěšec · g3 bílý pěšec · a2 bílý věž · f2 bílý pěšec · g2 bílý král · h2 bílý jezdec · h1 bílý dáma | b8 černý střelec · f8 černý věž · g8 černý král · b7 černý pěšec · h7 černý pěšec · b5 bílý jezdec · d5 černý pěšec · a4 bílý pěšec · c4 černý jezdec · d4 bílý střelec · e4 černý jezdec · g4 černý dáma · e3 bílý pěšec · g3 bílý pěšec · a2 bílý věž · f2 bílý pěšec · g2 bílý král · h2 bílý jezdec · h1 bílý dáma | b8 černý střelec · f8 černý věž · g8 černý král · b7 černý pěšec · h7 černý pěšec · b5 bílý jezdec · d5 černý pěšec · a4 bílý pěšec · c4 černý jezdec · d4 bílý střelec · e4 černý jezdec · g4 černý dáma · e3 bílý pěšec · g3 bílý pěšec · a2 bílý věž · f2 bílý pěšec · g2 bílý král · h2 bílý jezdec · h1 bílý dáma | b8 černý střelec · f8 černý věž · g8 černý král · b7 černý pěšec · h7 černý pěšec · b5 bílý jezdec · d5 černý pěšec · a4 bílý pěšec · c4 černý jezdec · d4 bílý střelec · e4 černý jezdec · g4 černý dáma · e3 bílý pěšec · g3 bílý pěšec · a2 bílý věž · f2 bílý pěšec · g2 bílý král · h2 bílý jezdec · h1 bílý dáma | b8 černý střelec · f8 černý věž · g8 černý král · b7 černý pěšec · h7 černý pěšec · b5 bílý jezdec · d5 černý pěšec · a4 bílý pěšec · c4 černý jezdec · d4 bílý střelec · e4 černý jezdec · g4 černý dáma · e3 bílý pěšec · g3 bílý pěšec · a2 bílý věž · f2 bílý pěšec · g2 bílý král · h2 bílý jezdec · h1 bílý dáma | 5 |
| 4 | b8 černý střelec · f8 černý věž · g8 černý král · b7 černý pěšec · h7 černý pěšec · b5 bílý jezdec · d5 černý pěšec · a4 bílý pěšec · c4 černý jezdec · d4 bílý střelec · e4 černý jezdec · g4 černý dáma · e3 bílý pěšec · g3 bílý pěšec · a2 bílý věž · f2 bílý pěšec · g2 bílý král · h2 bílý jezdec · h1 bílý dáma | b8 černý střelec · f8 černý věž · g8 černý král · b7 černý pěšec · h7 černý pěšec · b5 bílý jezdec · d5 černý pěšec · a4 bílý pěšec · c4 černý jezdec · d4 bílý střelec · e4 černý jezdec · g4 černý dáma · e3 bílý pěšec · g3 bílý pěšec · a2 bílý věž · f2 bílý pěšec · g2 bílý král · h2 bílý jezdec · h1 bílý dáma | b8 černý střelec · f8 černý věž · g8 černý král · b7 černý pěšec · h7 černý pěšec · b5 bílý jezdec · d5 černý pěšec · a4 bílý pěšec · c4 černý jezdec · d4 bílý střelec · e4 černý jezdec · g4 černý dáma · e3 bílý pěšec · g3 bílý pěšec · a2 bílý věž · f2 bílý pěšec · g2 bílý král · h2 bílý jezdec · h1 bílý dáma | b8 černý střelec · f8 černý věž · g8 černý král · b7 černý pěšec · h7 černý pěšec · b5 bílý jezdec · d5 černý pěšec · a4 bílý pěšec · c4 černý jezdec · d4 bílý střelec · e4 černý jezdec · g4 černý dáma · e3 bílý pěšec · g3 bílý pěšec · a2 bílý věž · f2 bílý pěšec · g2 bílý král · h2 bílý jezdec · h1 bílý dáma | b8 černý střelec · f8 černý věž · g8 černý král · b7 černý pěšec · h7 černý pěšec · b5 bílý jezdec · d5 černý pěšec · a4 bílý pěšec · c4 černý jezdec · d4 bílý střelec · e4 černý jezdec · g4 černý dáma · e3 bílý pěšec · g3 bílý pěšec · a2 bílý věž · f2 bílý pěšec · g2 bílý král · h2 bílý jezdec · h1 bílý dáma | b8 černý střelec · f8 černý věž · g8 černý král · b7 černý pěšec · h7 černý pěšec · b5 bílý jezdec · d5 černý pěšec · a4 bílý pěšec · c4 černý jezdec · d4 bílý střelec · e4 černý jezdec · g4 černý dáma · e3 bílý pěšec · g3 bílý pěšec · a2 bílý věž · f2 bílý pěšec · g2 bílý král · h2 bílý jezdec · h1 bílý dáma | b8 černý střelec · f8 černý věž · g8 černý král · b7 černý pěšec · h7 černý pěšec · b5 bílý jezdec · d5 černý pěšec · a4 bílý pěšec · c4 černý jezdec · d4 bílý střelec · e4 černý jezdec · g4 černý dáma · e3 bílý pěšec · g3 bílý pěšec · a2 bílý věž · f2 bílý pěšec · g2 bílý král · h2 bílý jezdec · h1 bílý dáma | b8 černý střelec · f8 černý věž · g8 černý král · b7 černý pěšec · h7 černý pěšec · b5 bílý jezdec · d5 černý pěšec · a4 bílý pěšec · c4 černý jezdec · d4 bílý střelec · e4 černý jezdec · g4 černý dáma · e3 bílý pěšec · g3 bílý pěšec · a2 bílý věž · f2 bílý pěšec · g2 bílý král · h2 bílý jezdec · h1 bílý dáma | 4 |
| 3 | b8 černý střelec · f8 černý věž · g8 černý král · b7 černý pěšec · h7 černý pěšec · b5 bílý jezdec · d5 černý pěšec · a4 bílý pěšec · c4 černý jezdec · d4 bílý střelec · e4 černý jezdec · g4 černý dáma · e3 bílý pěšec · g3 bílý pěšec · a2 bílý věž · f2 bílý pěšec · g2 bílý král · h2 bílý jezdec · h1 bílý dáma | b8 černý střelec · f8 černý věž · g8 černý král · b7 černý pěšec · h7 černý pěšec · b5 bílý jezdec · d5 černý pěšec · a4 bílý pěšec · c4 černý jezdec · d4 bílý střelec · e4 černý jezdec · g4 černý dáma · e3 bílý pěšec · g3 bílý pěšec · a2 bílý věž · f2 bílý pěšec · g2 bílý král · h2 bílý jezdec · h1 bílý dáma | b8 černý střelec · f8 černý věž · g8 černý král · b7 černý pěšec · h7 černý pěšec · b5 bílý jezdec · d5 černý pěšec · a4 bílý pěšec · c4 černý jezdec · d4 bílý střelec · e4 černý jezdec · g4 černý dáma · e3 bílý pěšec · g3 bílý pěšec · a2 bílý věž · f2 bílý pěšec · g2 bílý král · h2 bílý jezdec · h1 bílý dáma | b8 černý střelec · f8 černý věž · g8 černý král · b7 černý pěšec · h7 černý pěšec · b5 bílý jezdec · d5 černý pěšec · a4 bílý pěšec · c4 černý jezdec · d4 bílý střelec · e4 černý jezdec · g4 černý dáma · e3 bílý pěšec · g3 bílý pěšec · a2 bílý věž · f2 bílý pěšec · g2 bílý král · h2 bílý jezdec · h1 bílý dáma | b8 černý střelec · f8 černý věž · g8 černý král · b7 černý pěšec · h7 černý pěšec · b5 bílý jezdec · d5 černý pěšec · a4 bílý pěšec · c4 černý jezdec · d4 bílý střelec · e4 černý jezdec · g4 černý dáma · e3 bílý pěšec · g3 bílý pěšec · a2 bílý věž · f2 bílý pěšec · g2 bílý král · h2 bílý jezdec · h1 bílý dáma | b8 černý střelec · f8 černý věž · g8 černý král · b7 černý pěšec · h7 černý pěšec · b5 bílý jezdec · d5 černý pěšec · a4 bílý pěšec · c4 černý jezdec · d4 bílý střelec · e4 černý jezdec · g4 černý dáma · e3 bílý pěšec · g3 bílý pěšec · a2 bílý věž · f2 bílý pěšec · g2 bílý král · h2 bílý jezdec · h1 bílý dáma | b8 černý střelec · f8 černý věž · g8 černý král · b7 černý pěšec · h7 černý pěšec · b5 bílý jezdec · d5 černý pěšec · a4 bílý pěšec · c4 černý jezdec · d4 bílý střelec · e4 černý jezdec · g4 černý dáma · e3 bílý pěšec · g3 bílý pěšec · a2 bílý věž · f2 bílý pěšec · g2 bílý král · h2 bílý jezdec · h1 bílý dáma | b8 černý střelec · f8 černý věž · g8 černý král · b7 černý pěšec · h7 černý pěšec · b5 bílý jezdec · d5 černý pěšec · a4 bílý pěšec · c4 černý jezdec · d4 bílý střelec · e4 černý jezdec · g4 černý dáma · e3 bílý pěšec · g3 bílý pěšec · a2 bílý věž · f2 bílý pěšec · g2 bílý král · h2 bílý jezdec · h1 bílý dáma | 3 |
| 2 | b8 černý střelec · f8 černý věž · g8 černý král · b7 černý pěšec · h7 černý pěšec · b5 bílý jezdec · d5 černý pěšec · a4 bílý pěšec · c4 černý jezdec · d4 bílý střelec · e4 černý jezdec · g4 černý dáma · e3 bílý pěšec · g3 bílý pěšec · a2 bílý věž · f2 bílý pěšec · g2 bílý král · h2 bílý jezdec · h1 bílý dáma | b8 černý střelec · f8 černý věž · g8 černý král · b7 černý pěšec · h7 černý pěšec · b5 bílý jezdec · d5 černý pěšec · a4 bílý pěšec · c4 černý jezdec · d4 bílý střelec · e4 černý jezdec · g4 černý dáma · e3 bílý pěšec · g3 bílý pěšec · a2 bílý věž · f2 bílý pěšec · g2 bílý král · h2 bílý jezdec · h1 bílý dáma | b8 černý střelec · f8 černý věž · g8 černý král · b7 černý pěšec · h7 černý pěšec · b5 bílý jezdec · d5 černý pěšec · a4 bílý pěšec · c4 černý jezdec · d4 bílý střelec · e4 černý jezdec · g4 černý dáma · e3 bílý pěšec · g3 bílý pěšec · a2 bílý věž · f2 bílý pěšec · g2 bílý král · h2 bílý jezdec · h1 bílý dáma | b8 černý střelec · f8 černý věž · g8 černý král · b7 černý pěšec · h7 černý pěšec · b5 bílý jezdec · d5 černý pěšec · a4 bílý pěšec · c4 černý jezdec · d4 bílý střelec · e4 černý jezdec · g4 černý dáma · e3 bílý pěšec · g3 bílý pěšec · a2 bílý věž · f2 bílý pěšec · g2 bílý král · h2 bílý jezdec · h1 bílý dáma | b8 černý střelec · f8 černý věž · g8 černý král · b7 černý pěšec · h7 černý pěšec · b5 bílý jezdec · d5 černý pěšec · a4 bílý pěšec · c4 černý jezdec · d4 bílý střelec · e4 černý jezdec · g4 černý dáma · e3 bílý pěšec · g3 bílý pěšec · a2 bílý věž · f2 bílý pěšec · g2 bílý král · h2 bílý jezdec · h1 bílý dáma | b8 černý střelec · f8 černý věž · g8 černý král · b7 černý pěšec · h7 černý pěšec · b5 bílý jezdec · d5 černý pěšec · a4 bílý pěšec · c4 černý jezdec · d4 bílý střelec · e4 černý jezdec · g4 černý dáma · e3 bílý pěšec · g3 bílý pěšec · a2 bílý věž · f2 bílý pěšec · g2 bílý král · h2 bílý jezdec · h1 bílý dáma | b8 černý střelec · f8 černý věž · g8 černý král · b7 černý pěšec · h7 černý pěšec · b5 bílý jezdec · d5 černý pěšec · a4 bílý pěšec · c4 černý jezdec · d4 bílý střelec · e4 černý jezdec · g4 černý dáma · e3 bílý pěšec · g3 bílý pěšec · a2 bílý věž · f2 bílý pěšec · g2 bílý král · h2 bílý jezdec · h1 bílý dáma | b8 černý střelec · f8 černý věž · g8 černý král · b7 černý pěšec · h7 černý pěšec · b5 bílý jezdec · d5 černý pěšec · a4 bílý pěšec · c4 černý jezdec · d4 bílý střelec · e4 černý jezdec · g4 černý dáma · e3 bílý pěšec · g3 bílý pěšec · a2 bílý věž · f2 bílý pěšec · g2 bílý král · h2 bílý jezdec · h1 bílý dáma | 2 |
| 1 | b8 černý střelec · f8 černý věž · g8 černý král · b7 černý pěšec · h7 černý pěšec · b5 bílý jezdec · d5 černý pěšec · a4 bílý pěšec · c4 černý jezdec · d4 bílý střelec · e4 černý jezdec · g4 černý dáma · e3 bílý pěšec · g3 bílý pěšec · a2 bílý věž · f2 bílý pěšec · g2 bílý král · h2 bílý jezdec · h1 bílý dáma | b8 černý střelec · f8 černý věž · g8 černý král · b7 černý pěšec · h7 černý pěšec · b5 bílý jezdec · d5 černý pěšec · a4 bílý pěšec · c4 černý jezdec · d4 bílý střelec · e4 černý jezdec · g4 černý dáma · e3 bílý pěšec · g3 bílý pěšec · a2 bílý věž · f2 bílý pěšec · g2 bílý král · h2 bílý jezdec · h1 bílý dáma | b8 černý střelec · f8 černý věž · g8 černý král · b7 černý pěšec · h7 černý pěšec · b5 bílý jezdec · d5 černý pěšec · a4 bílý pěšec · c4 černý jezdec · d4 bílý střelec · e4 černý jezdec · g4 černý dáma · e3 bílý pěšec · g3 bílý pěšec · a2 bílý věž · f2 bílý pěšec · g2 bílý král · h2 bílý jezdec · h1 bílý dáma | b8 černý střelec · f8 černý věž · g8 černý král · b7 černý pěšec · h7 černý pěšec · b5 bílý jezdec · d5 černý pěšec · a4 bílý pěšec · c4 černý jezdec · d4 bílý střelec · e4 černý jezdec · g4 černý dáma · e3 bílý pěšec · g3 bílý pěšec · a2 bílý věž · f2 bílý pěšec · g2 bílý král · h2 bílý jezdec · h1 bílý dáma | b8 černý střelec · f8 černý věž · g8 černý král · b7 černý pěšec · h7 černý pěšec · b5 bílý jezdec · d5 černý pěšec · a4 bílý pěšec · c4 černý jezdec · d4 bílý střelec · e4 černý jezdec · g4 černý dáma · e3 bílý pěšec · g3 bílý pěšec · a2 bílý věž · f2 bílý pěšec · g2 bílý král · h2 bílý jezdec · h1 bílý dáma | b8 černý střelec · f8 černý věž · g8 černý král · b7 černý pěšec · h7 černý pěšec · b5 bílý jezdec · d5 černý pěšec · a4 bílý pěšec · c4 černý jezdec · d4 bílý střelec · e4 černý jezdec · g4 černý dáma · e3 bílý pěšec · g3 bílý pěšec · a2 bílý věž · f2 bílý pěšec · g2 bílý král · h2 bílý jezdec · h1 bílý dáma | b8 černý střelec · f8 černý věž · g8 černý král · b7 černý pěšec · h7 černý pěšec · b5 bílý jezdec · d5 černý pěšec · a4 bílý pěšec · c4 černý jezdec · d4 bílý střelec · e4 černý jezdec · g4 černý dáma · e3 bílý pěšec · g3 bílý pěšec · a2 bílý věž · f2 bílý pěšec · g2 bílý král · h2 bílý jezdec · h1 bílý dáma | b8 černý střelec · f8 černý věž · g8 černý král · b7 černý pěšec · h7 černý pěšec · b5 bílý jezdec · d5 černý pěšec · a4 bílý pěšec · c4 černý jezdec · d4 bílý střelec · e4 černý jezdec · g4 černý dáma · e3 bílý pěšec · g3 bílý pěšec · a2 bílý věž · f2 bílý pěšec · g2 bílý král · h2 bílý jezdec · h1 bílý dáma | 1 |
|   | a | b | c | d | e | f | g | h |   |

Tato partie proběhla mezi Loekem van Welym a Judit Polgárovou v Hoogeveen v roce 1997. Ukazuje sílu polootevřených sloupců při útoku. I přesto, že má černý o jednoho pěšce méně, než bílý, má černý dva silné polootevřené sloupce.
Černý zahrál
30. ... Vxf2+!

a bílý se vzdal, protože viděl 31. Vxf2 Dxg3+ 32. Kf1 Dxf2#.